# 北海道道1133号宗谷友谊公园线
北海道道1133号宗谷友谊公园线（日语：北海道道1133号宗谷ふれあい公園線）是一条位于北海道稚内市的普通道级道路（北海道道）。

## 道路概况
- 起点：北海道稚内市声問5丁目（道立宗谷友谊公园）
- 終点：北海道稚内市声問3丁目
- 总距离：0.6千米

## 经过的自治体
- 宗谷综合振兴局
  - 稚内市

## 主要连接道路
- 国道238号（终点）

## 历史
- 1994年（平成6年）10月12日 - 路線勘定（北海道告示第1595号）